# Javaleopard
Javaleopard (latin: Panthera pardus melas) er en underart af leoparden, som lever på den indonesiske ø Java.